# 저우쉬안

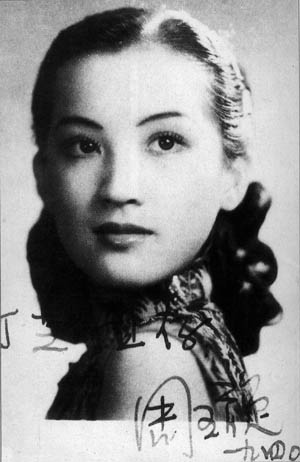
저우쉬안

저우쉬안(주선, 중국어: 周璇, 병음: Zhōu Xuán 1918년 혹은 1920년 8월 1일 ~ 1957년 9월 22일)은 중국의 대중음악 가수이자 영화배우이다. 1940년대에 중국에서 꼽히는 일곱명의 가수중 하나였다.

## 삶
본명은 "쑤푸"(중국어: 蘇璞, 병음: Su Pu)이다. 어려서 입양되었다. 일생동안 친부모를 찾았지만 죽을 때까지 찾지 못하였다. 나중에 발견된 사실에 의하면, 아편 중독자였던 친척이 3세이던 그녀를 다른 도시에 가서 팔아넘겼다고 한다.
1937년 영화 馬路天使에 가수로 출연하여 인기에 올랐다. 1957년 39살의 젊은 나이에 뇌염으로 사망했다.

## 작품
- 長相思 (1947)
- 清宮秘史 (1948)
- 花外流鶯 (1948)
- 歌女之歌 (1948)
- 莫負青春 (1949)
- 花街 (1950)

## 같이 보기
- C-pop
- 칠대가성